# U.S. Adriese
Unione Sportiva Dilettantistica Adriese 1906 là một câu lạc bộ bóng đá Ý, có trụ sở tại Adria, Veneto. Câu lạc bộ được thành lập vào năm 1906. Màu sắc của đội là đỏ sẫm và xanh dương. Đội đã chơi các trận đấu trên sân nhà tại sân vận động Stadio Luigi Bettinazzi.